# Rheobates palmatus
Espèce
Synonymes
- Phyllobates palmatus Werner, 1899
- Colostethus palmatus (Werner, 1899)
- Hylixalus granuliventris Boulenger, 1919

Statut de conservation UICN

 LC  : Préoccupation mineure
Rheobates palmatus est une espèce d'amphibiens de la famille des Aromobatidae.

## Répartition et habitat
Cette espèce est endémique de Colombie. Elle se rencontre entre 350 et 2 500 m d'altitude sur la cordillère Centrale dans le Caldas et sur la cordillère Orientale dans les départements de Cundinamarca, de Boyaca, de Santander, de Meta et sur la Serranía de la Macarena.
C'est une espèce terrestre qui vit sur le sol des forêts de nuages et des forêts tropicales humides.

## Liens externes

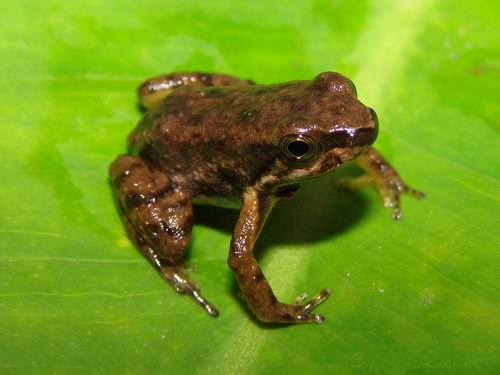
Rheobates palmatus

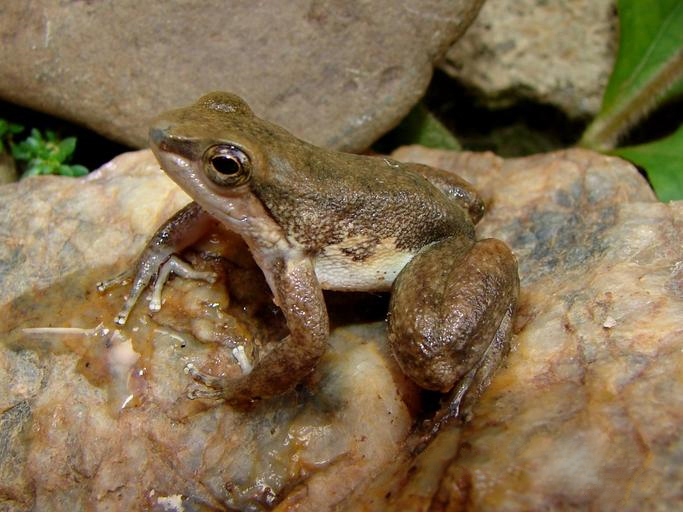
Rheobates palmatus

## Publication originale
- Werner, 1899 : Über Reptilien und Batrachier aus Columbien und Trinidad. Verhandlungen der Zoologisch-Botanischen Gesellschaft in Wien, vol. 49, p. 470–484 (texte intégral).